# راشد إسماعيل
راشد إبراهيم عبد الله إسماعيل الراشد مواليد دولة الكويت (1932 - 26 أبريل 2016) ، نائب سابق شارك في انتخابات مجلس الامة الكويتي (الانتخابات التكميلية) في فصله التشريعي الثاني عام 1967 عن الدائرة السادسة (القادسية) وجاء بالمركز العاشر وحصل علي (248) صوت ونجح بالانتخابات.